# Connad Cerr
Connad de Dalriada ou Connad Cerr roi des Scots de Dál Riata de 627 à 629.

## Origine
Selon les Annales et le Senchus Fer n-Alban Connad Cear serait le fils d’Eochaid Buide. Toutefois des historiens contemporains comme Marjorie O. Anderson  et James E. Fraser considèrent qu'il est le fils de Conall mac Comgaill. Leur analyse repose sur les listes latines des rois des Scots qui comme la « Chronica Regnum Scottorum » le désigne sous le nom de « Kinat sinister filius Conall » (Connad le Gaucher fils de Conall).

## Règne
Eochaid Buide semble avoir abandonné volontairement les territoires irlandais du Dalriada à Connad Cerr dès 627. Ce dernier y règne comme vice-roi et remporte une victoire sur le roi d'Ulaid, Fiachnae mac Demmáin du Dál Fiatach.
Tout en demeurant en Irlande il succède à Eochaid Buide sur l’ensemble des possessions du Dalriada mais il est tué 3 mois après à la bataille de Fid Eoin 629  contre Máel Caich mac Scandal roi des Cruithin de Dál nAraidi ainsi que trois petits fils d’Áedán mac Gabráin qui combattaient à ses côtés: Rigullan mac Conaing, Failbe mac Eochaid et Osric mac Albruit « prince royal des Saxons » qui était probablement le fils d’une fille d’Aedan et d’un prince de Northumbrie exilé.

## Postérité
Les Annales lui accordent un fils :
- Ferchar mac Connaid.